# Medan kärleken från korset talar
Medan kärleken från korset talar är en sång med text från 1923 av Amanda Sandbergh. Sången sjungs till den Hawaiianska melodin Aloha Oe.

## Publicerad i
- Frälsningsarméns sångbok 1929 som nr 169 under rubriken "Bön om helgelse och Andens kraft".
- Musik till Frälsningsarméns sångbok 1930 som nr 169.
- Frälsningsarméns sångbok 1968 som nr 195 under rubriken "Helgelse".
- Frälsningsarméns sångbok 1990 som nr 699 under rubriken "Framtiden och hoppet".
- Sångboken 1998 som nr 81.